# Instituto de Servicios de Medicina Tradicional
El Instituto de Servicios de Medicina Tradicional se localiza en Timbu, la capital de Bután, en una colina por encima del centro de artes tradicionales y la Biblioteca Nacional. El Instituto proporciona servicios de medicina tradicional y médicos, además lleva a cabo procesos de investigación de plantas medicinales tradicionales para identificar los ingredientes y desarrollar nuevos productos. El Instituto cuenta con una biblioteca que data de alrededor de 1616, cuando se introdujo el budismo tibetano en Bután. Los libros y las recetas fueron recolectados de monasterios donde los estudiosos habían conservado la tradición médica. Posee también un museo. 